# آيت واعفر (زاوية أحنصال)
آيت واعفر هي إحدى مشيخات المملكة المغربية، تتبع جغرافيا لإقليم أزيلال وإداريًا لزاوية أحنصال. يقدر عدد سكانها بـ 1247 نسمة حسب الإحصاء الرسمي للسكان والسكنى لسنة 2004.